# Onegai My Melody
«Onegai My Melody» (яп. おねがいマイメロディ Онэгай Май Мэлоди:) — японский аниме-сериал про девочку-кролика по имени Май Ме́лоди (My Melody). Этот персонаж, на котором основан сериал, был разработан компанией Sanrio, известной как создатель Hello Kitty. Сериал производится студией Comet. Показывать его начали в 2005 году.

## Сюжет

### Сезоны 1—3
История начинается в королевстве Марила́нд, населённом милыми зверюшками, похожими на плюшевые игрушки. Среди зверюшек есть и два злодея — Куро́ми и её сообщник Ба́ку. Они посажены в темницу королём. Однажды им удаётся завладеть мелодическим ключом (Melody Key), обладающим тёмными магическими силами, и сбежать оттуда. Они отправляются в мир людей, где развлекаются тем, что с помощью мелодического ключа исполняют мечты людей так, что прекрасное желание реализуется абсолютно кошмарным способом. Девочку-кролика по имени Май Ме́лоди тоже оснащают волшебными гаджетами и отправляют вслед за ними защитить мечты людей. Дело в том, что каждый кошмар производит на свет чёрную музыкальную ноту (Black Note), а сто таких нот воскресят Тёмную Силу (Spirit of Dark Power), которая поглотит все мечты людей, а волшебная страна Мариланд из них (из мечтаний людей) создана. Задача Май Мелоди — собрать сто розовых нот раньше, чем ничего не подозревающие о результатах своих действий Куроми с Баку соберут 100 чёрных (Баку ест эти ноты). Первой жертвой злодеев становится девочка по имени У́та Юмэ́но. Вызволяя её из трудной ситуации, Май Мелоди и знакомится с ней.

### Сезон 4 («Onegai My Melody Kirara»)
Действие происходит за год до событий, описанных в предыдущих трёх сезонах. Девочка по имени Кира́ра Хосидзу́ки становится первым человеком, посетившим Мариланд, и первым человеком, которого в своей жизни встречает Май Мелоди. Сезон рассказывает, как Май Мелоди впервые начала выполнять обязанности волшебницы. Также в нём раскрывается история возникновения Тёмной Силы.